# دانیله مسینا
دانیله مسینا (انگلیسی: Daniele Messina؛ زادهٔ ۱۹ مارس ۱۹۹۲) بازیکن فوتبال اهل ایتالیا است.
از باشگاه‌هایی که در آن بازی کرده‌است می‌توان به باشگاه فوتبال سمپدوریا اشاره کرد.